# Sri-lankische Cricket-Nationalmannschaft in Pakistan in der Saison 1991/92
Die Tour der sri-lankischen Cricket-Nationalmannschaft nach Pakistan in der Saison 1991/92 fand vom 12. Dezember 1991 bis zum 19. Januar 1992 statt. Die internationale Cricket-Tour war Bestandteil der Internationalen Cricket-Saison 1991/92 und umfasste drei Tests und fünf ODIs. Pakistan gewann die Test-Serie 1–0 und die ODI-Serie 4–1.

## Vorgeschichte
Pakistan spielte zuvor eine Tour gegen die West Indies, für Sri Lanka war es die erste Tour der Saison.
Das letzte Aufeinandertreffen der beiden Mannschaften bei einer Tour fand in der Saison 1990/91 in den Vereinigten Arabischen Emiraten statt.

## Stadien
Die folgenden Stadien wurden für die Tour als Austragungsort vorgesehen.
| Stadion                    | Stadt      | Kapazität | Spiele  |
| -------------------------- | ---------- | --------- | ------- |
| Iqbal Stadium              | Faisalabad | 18.000    | 3. Test |
| Jinnah Stadium             | Gujranwala | 40.000    | 2. Test |
| Niaz Stadium               | Hyderabad  | 15.000    | 3. ODI  |
| National Stadium           | Karachi    | 34.228    | 2. ODI  |
| Ibn-e-Qasim Bagh Stadium   | Multan     | 18.000    | 4. ODI  |
| Rawalpindi Cricket Stadium | Rawalpindi | 25.000    | 5. ODI  |
| Sargodha Cricket Stadium   | Sargodha   | 30.000    | 1. ODI  |
| Jinnah Stadium             | Sialkot    | 18.000    | 1. Test |

## Kaderlisten
Die folgenden Kader wurden von den Mannschaften benannt.
| Test | Test | ODI | ODI |
| Pakistan | Sri Lanka | Pakistan | Sri Lanka |
| --- | --- | --- | --- |
| - Aaqib Javed - Akram Raza - Imran Khan - Javed Miandad - Moin Khan - Rameez Raja - Saleem Malik - Saleem Jaffar - Shoaib Mohammad - Waqar Younis - Wasim Akram - Zahid Fazal | - Don Anurasiri - Asanka Gurusinha - Chandika Hathurusingha - Sanath Jayasuriya - Roshan Mahanama - Champaka Ramanayake - Arjuna Ranatunga - Rumesh Ratnayake - Athula Samarasekera - Hashan Tillakaratne - Pramodya Wickramasinghe - Kapila Wijegunawardene - Aravinda de Silva | - Aaqib Javed - Akram Raza - Imran Khan - Javed Miandad - Moin Khan - Rameez Raja - Saleem Malik - Saleem Jaffar - Shoaib Mohammad - Waqar Younis - Wasim Akram - Zahid Fazal | - Don Anurasiri - Marvan Atapattu - Asanka Gurusinha - Chandika Hathurusingha - Sanath Jayasuriya - Ruwan Kalpage - Graeme Labrooy - Ranjith Madurasinghe - Roshan Mahanama - Champaka Ramanayake - Athula Samarasekera - Hashan Tillakaratne - Pramodya Wickramasinghe - Kapila Wijegunawardene - Aravinda de Silva |

## Tests

### Erster Test in Sialkot
| 12. – 17. Dezember Scorecard | Sialkot | Sri Lanka 270 (118.5) & 137-5 (46.4) | – | Pakistan 423-5d (157) |
|                              |         | Remis                                |   |                       |

### Zweiter Test in Gujranwala
| 20. – 25. Dezember Scorecard | Gujranwala | Pakistan 109-2 (36) | – | Sri Lanka |
|                              |            | Remis               |   |           |

### Dritter Test in Faisalabad
| 2. – 7. Januar Scorecard | Faisalabad | Sri Lanka 240 (72.1) & 165 (51) | – | Pakistan 221 (106.2) & 188-7 (70.5) |
|                          |            | Pakistan gewinnt mit 3 Wickets  |   |                                     |

## One-Day Internationals

### Erstes ODI in Sargodha
| 10. Januar Scorecard | Sargodha | Sri Lanka 155-6 (40/40)        | – | Pakistan 157-2 (36.5/40) |
|                      |          | Pakistan gewinnt mit 8 Wickets |   |                          |

### Zweites ODI in Karachi
| 13. Januar Scorecard | Karachi | Pakistan 210-5 (40/40)       | – | Sri Lanka 181 (36.1/40) |
|                      |         | Pakistan gewinnt mit 29 Runs |   |                         |

### Drittes ODI in Hyderabad
| 15. Januar Scorecard | Hyderabad | Pakistan 241-3 (40/40)       | – | Sri Lanka 182-9 (40/40) |
|                      |           | Pakistan gewinnt mit 59 Runs |   |                         |

### Viertes ODI in Multan
| 17. Januar Scorecard | Multan | Pakistan 205-5 (40/40)          | – | Sri Lanka 206-6 (39.4/40) |
|                      |        | Sri Lanka gewinnt mit 4 Wickets |   |                           |

### Fünftes ODI in Rawalpindi
| 19. Januar Scorecard | Rawalpindi | Pakistan 271-4 (40/40)        | – | Sri Lanka 154 (38.4/40) |
|                      |            | Pakistan gewinnt mit 117 Runs |   |                         |